# Nikolaas Leopold van Salm-Salm
Nikolaas Leopold van Salm-Salm (Nancy,  25 januari 1701 - Hoogstraten, 4 februari 1770)  was wildgraaf van D'haun en Kyrburg, rijngraaf van Stein, heer van Anholt en Fistingen, hertog van Hoogstraten en Ridder in de Orde van het Gulden Vlies. Hij erfde als kind het graafschap Hoogstraten van zijn grootmoeder en kon later door met een nicht te trouwen een rijkere tak van de familie aan zich binden. Hij verkreeg hierdoor het vorstendom Salm (1623-1738) in de Vogezen. Dit huwelijk was het begin van de dynastie van Salm-Salm.

## Als kind erfgenaam graafschap Hoogstraten (België)
De grootmoeder van Nikolaas Leopold van Salm, Maria Gabriëlla de Lalaing (ca. 1640-1709), was de laatste afstammeling van de tak van de graven van Hoogstraten. In 1657 was ze getrouwd met graaf Karel Florentijn van Salm (1638-1676). Deze stierf in het Beleg van Maastricht (1676). Haar zoon Willem Florentijn (1670–1707) trouwde met Maria Anna van Mansfeld (1680–1724). Als eerstgeborene van dit koppel erfde Nikolaas Leopold in 1709 als kind het graafschap Hoogstraten. Keizer Karel VI verhief dit graafschap op 6 januari 1740 tot hertogdom waardoor Nikolaas Leopold de titel van hertog van Hoogstraten kreeg. De graven van Hoogstraten bezaten sinds de 16de eeuw eveneens een stadspaleis in Brussel, het Hof van Hoogstraten, dat naast het Koudenbergpaleis gelegen was. Tegenwoordig vormen de historische overblijfselen van deze paleizen een archeologische site onder het Koningsplein en de Koningsstraat. 

## Gezin

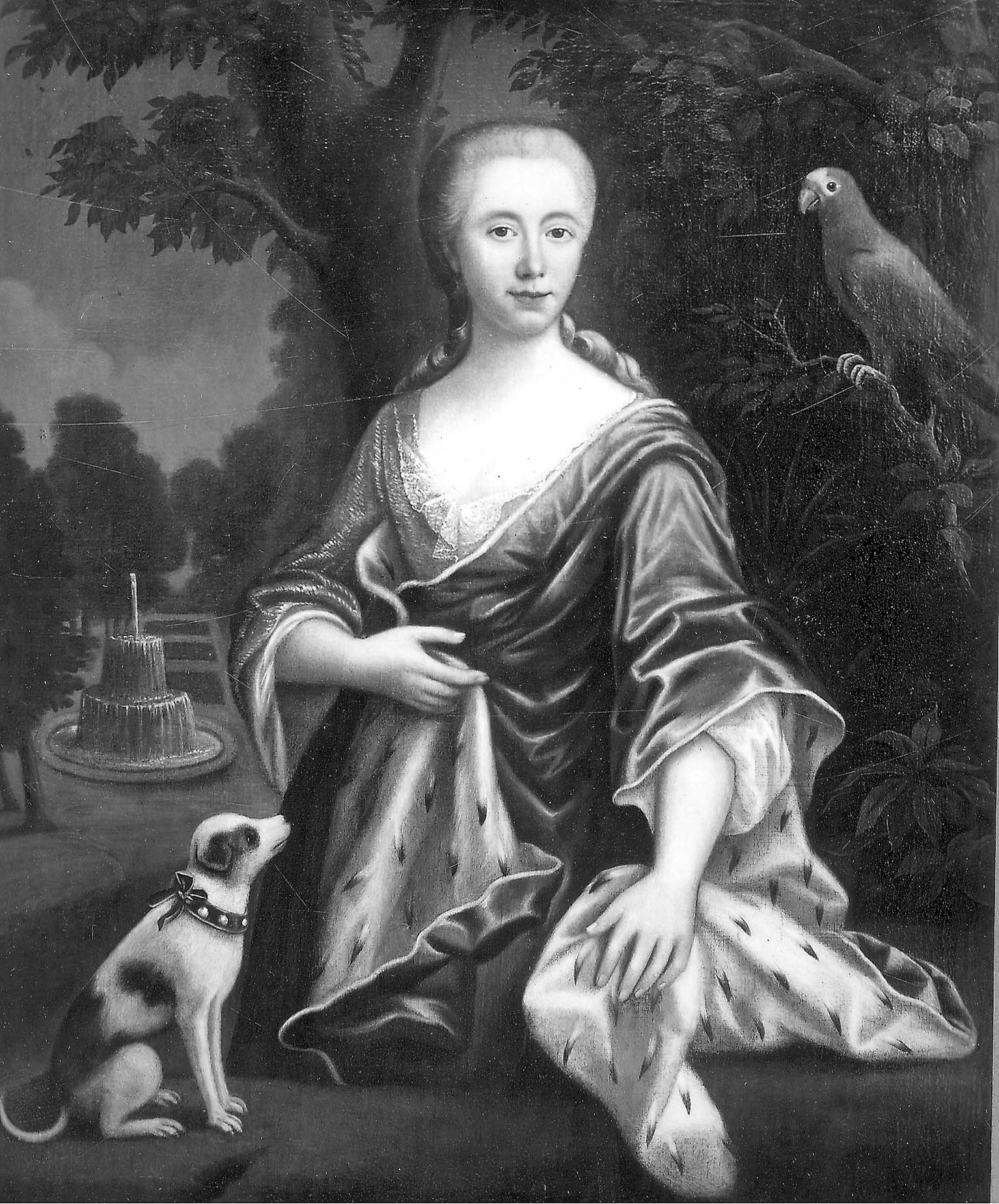
Portret van Dorothea van Salm-Salm, eerste echtgenote van prins Niklaas Leopold

Op 25 maart 1719 trouwde Nikolaas Leopold op 18-jarige leeftijd met zijn verre verwante Dorothea Francisca Agnes van Salm (1702-1751) in het kasteel van Anholt. Zijn 17-jarige vrouw was de oudste dochter van prins Ludwig Otto van Salm en prinses Albertine Johanna, een prinses van Nassau-Hadamar (1679-1716).Nikolaas Leopold werd vader van 18 legitieme kinderen en bouwde zo zijn eigen dynastie uit. Het jongste kind, Willem Florentijn van Salm-Salm, werd aartsbisschop van Praag in 1793/1794. Na de dood van zijn eerste vrouw Dorothea Francisca Agnes van Salm trouwde Nikolaas Leopold met haar zus Christina Anna Louise Oswaldina, prinses van Salm (1707–1777), weduwe van de erfprins Joseph van Hessen-Rheinfels-Rotenburg, die vijf jaar jonger was (1705-1744).
De schoonvader van Nikolaas had alleen dochters. Door zijn huwelijk met een van die dochters, herenigde Nikolaas Leopold twee verschillende takken van het adellijke huis van Salm. Na de dood van de schoonvader erfde hij eveneens het vorstelijke graafschap Salm in de Vogezen. Toen zijn schoonvader stierf in 1738, verkreeg Nikolaas op 14 januari 1739 de titel rijksvorst.

## Heerlijkheid Anholt met waterburcht (Westfalen)
Zijn woonplaats was het kasteel in Anholt. In 1743 gaf de keizer hem de erfelijke titel vorst van Salm-Salm. Sindsdien klinkt de officiële titel in het Duits: Fürst zu Salm, Fürst zu Salm-Salm, Wild- und Rheingraf.

## Kolonel van het"Graaf van Salm-regiment" van 1738 tot 1739
In 1733 brak de successieoorlog van Oostenrijk uit. Karel VI was genoodzaakt om een leger in te zetten. Op 4 november 1733 verkreeg Nikolaas Leopold van Salm het bevel om een regiment van 2.300 man in te zetten. Dit regiment kreeg de naam "Regiment Graaf van Salm" mee, later kregen de legers nummers en werd het regiment nummer 14. Nikolaas Leopold werd in 1754 door de keizer benoemd tot veldmaarschalk en in hetzelfde jaar ook tot gouverneur van Antwerpen .

## "Vorstendom van Salm" wordt "vorstendom van Salm-Salm" (Vogezen - Frankrijk)
Na de dood van vorst Ludwig Otto (1738) erfde prinses Dorothea het prinsdom van Salm met hoofdstad Badonviller. In 1751 stierf Dorothea en ging het vorstendom over op haar man Nikolaas Leopold die in 1740 al de vorstentitel werd verleend. Deze had een geschil over zijn erfenis in de Vogezen met Lodewijk XV van Frankrijk  Nikolaas Leopold liet op 21 december 1751 zijn claim vallen op delen van zijn erfenis in het hertogdom Lotharingen onder bestuur van Stanislaus Leszczyński. In ruil werd de verheffing van het vorstendom Salm (1623-1751) tot het vorstendom Salm-Salm (1751-1793) erkend met hoofdstad Senones. Het vorstendom verkreeg een grotere autonomie en versterkte uiteindelijk zijn positie als een enclave van het Heilig Roomse Rijk binnen het Franse grondgebied. Tijdens de Franse revolutie werd het vorstendom Salm-Salm bezet door Frankrijk (1789) en uiteindelijk geannexeerd in 1793 door het pas aangestelde Convention Nationale.

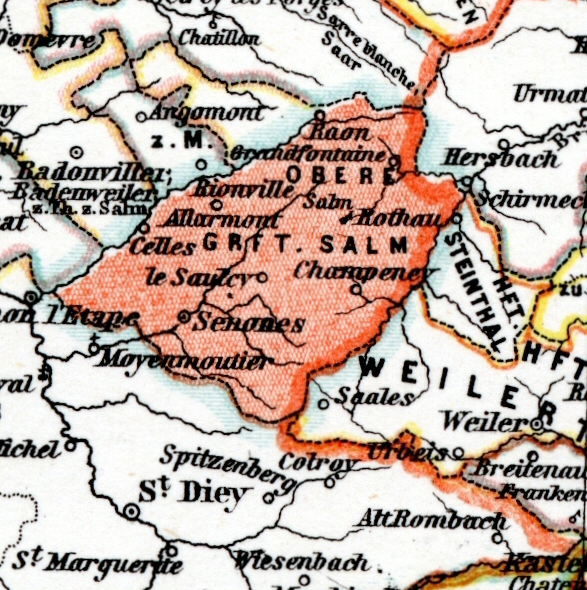
Vorstenddom Salm met hoofdstad Senones in de Vogezen
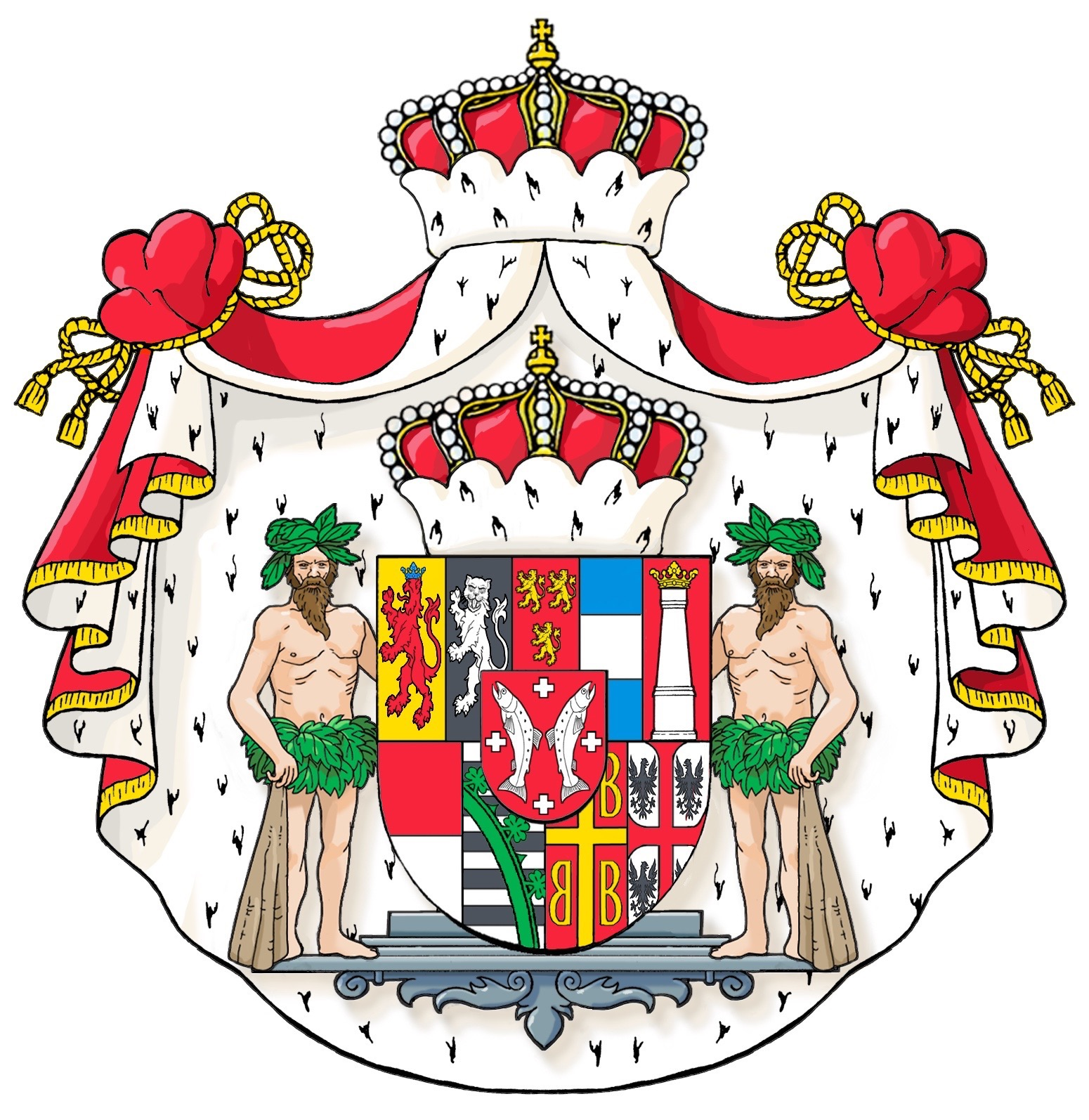
Wapen prinsdom van Salm
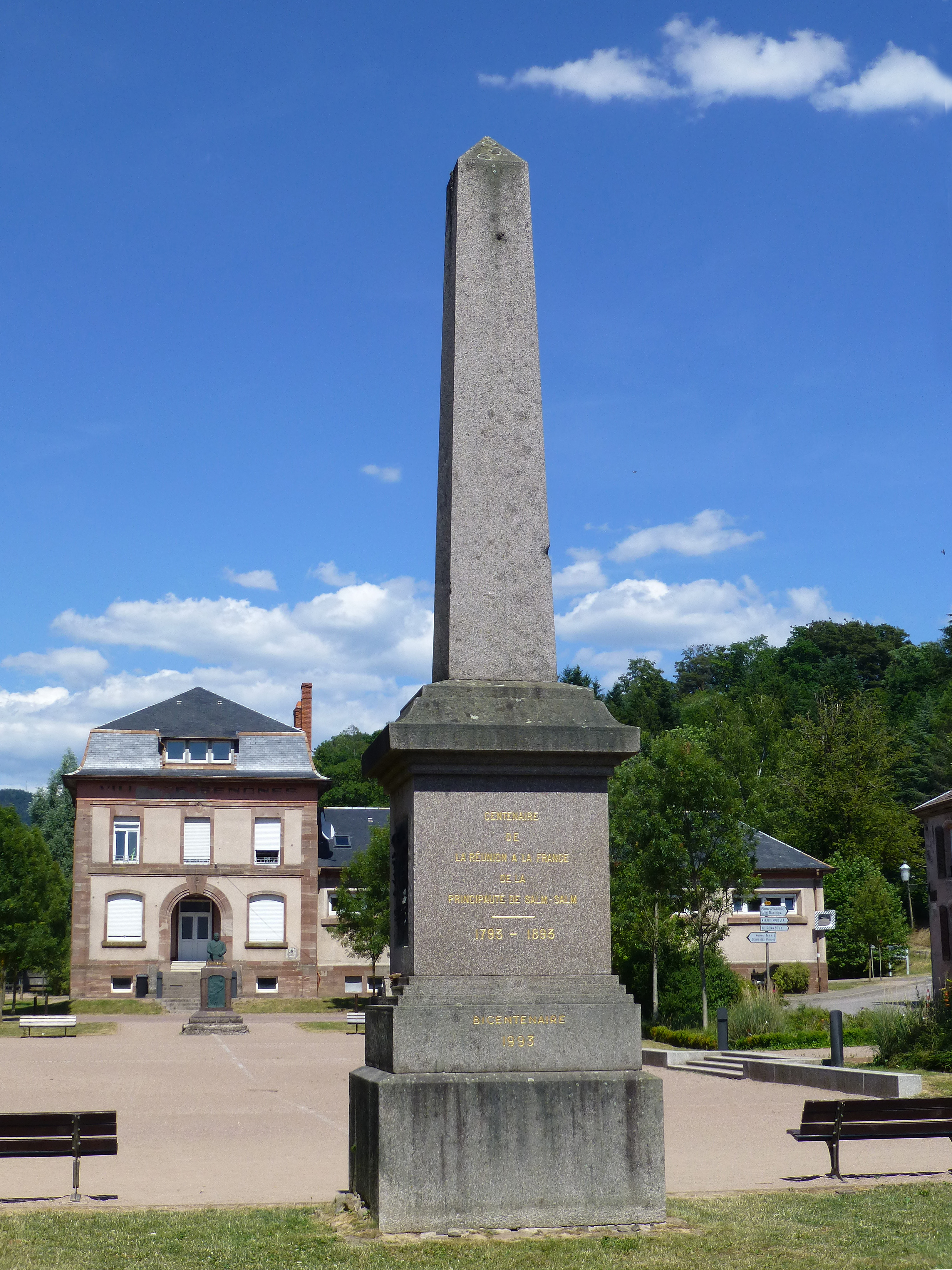
Herdenkingsmonument annexatie vorstendom Salm-Salm
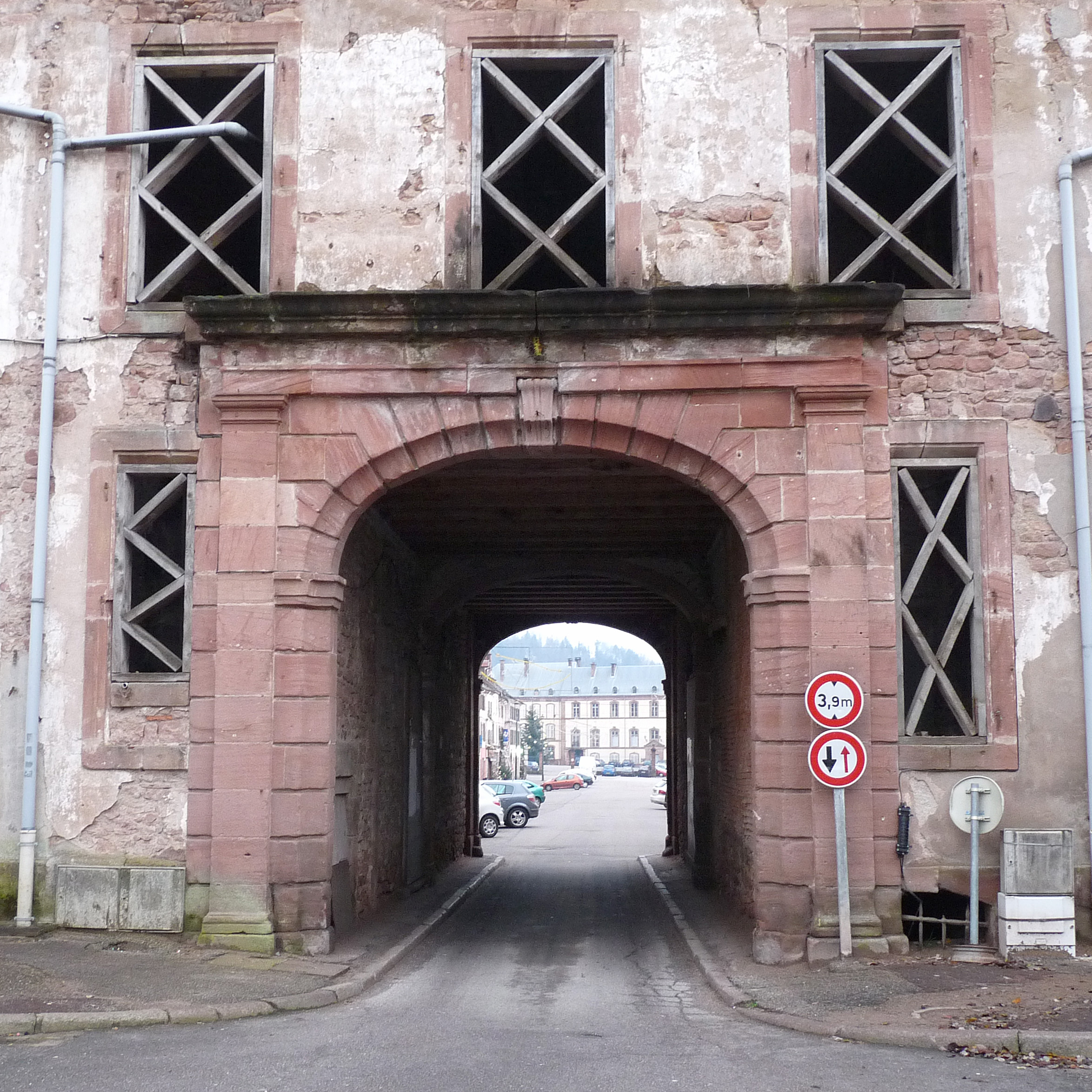
Eerste kasteel van de vorst van Salm-Salm (Nikolaas Leopold) - Senones
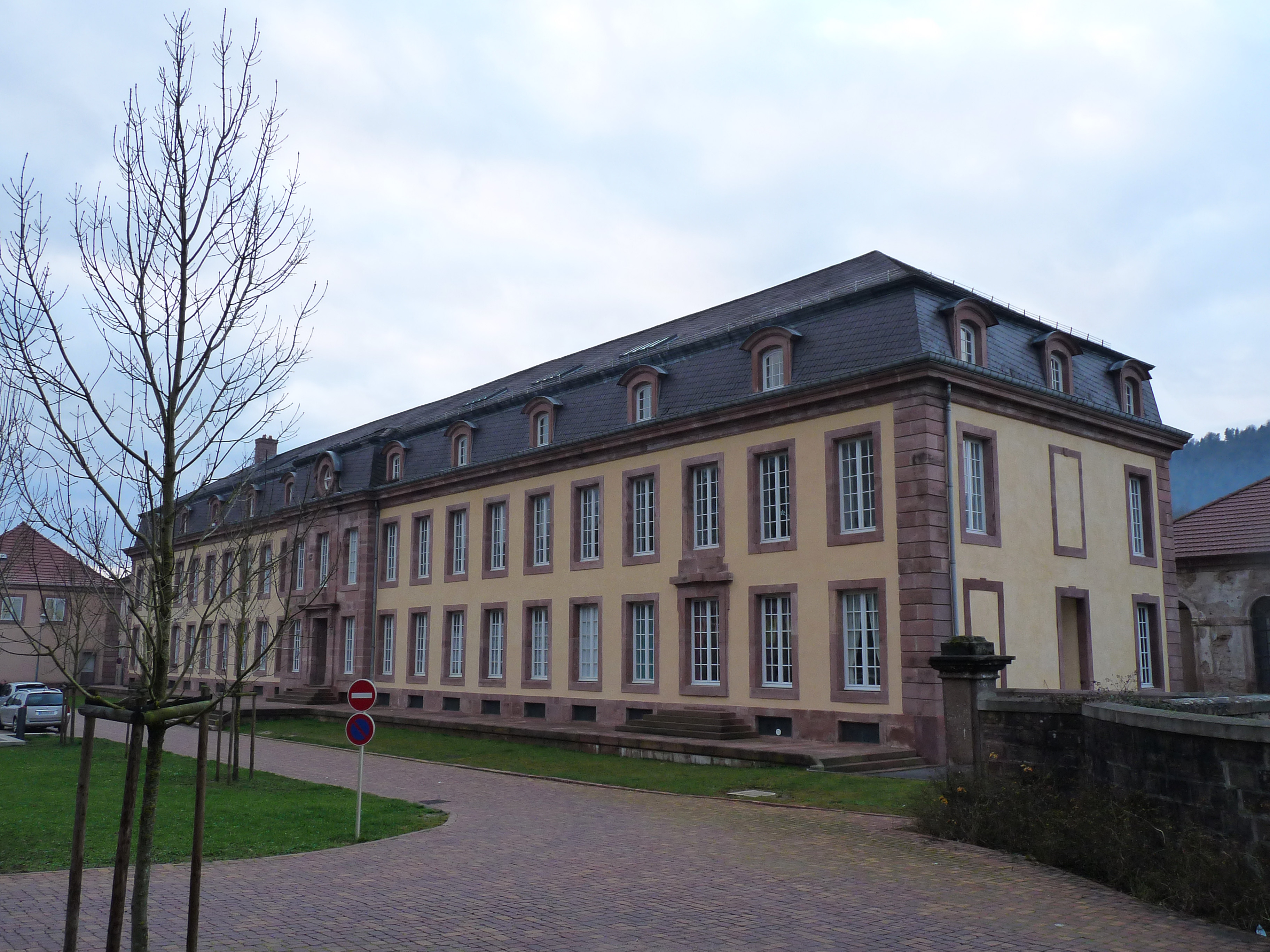
Tweede kasteel van de vorsten van Salm-Salm (bouwjaar 1773-1778 - Ludwig Karel Otto - Senones)
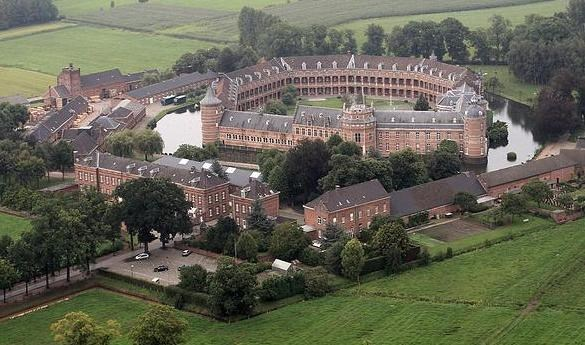
Kasteel van Hoogstraten
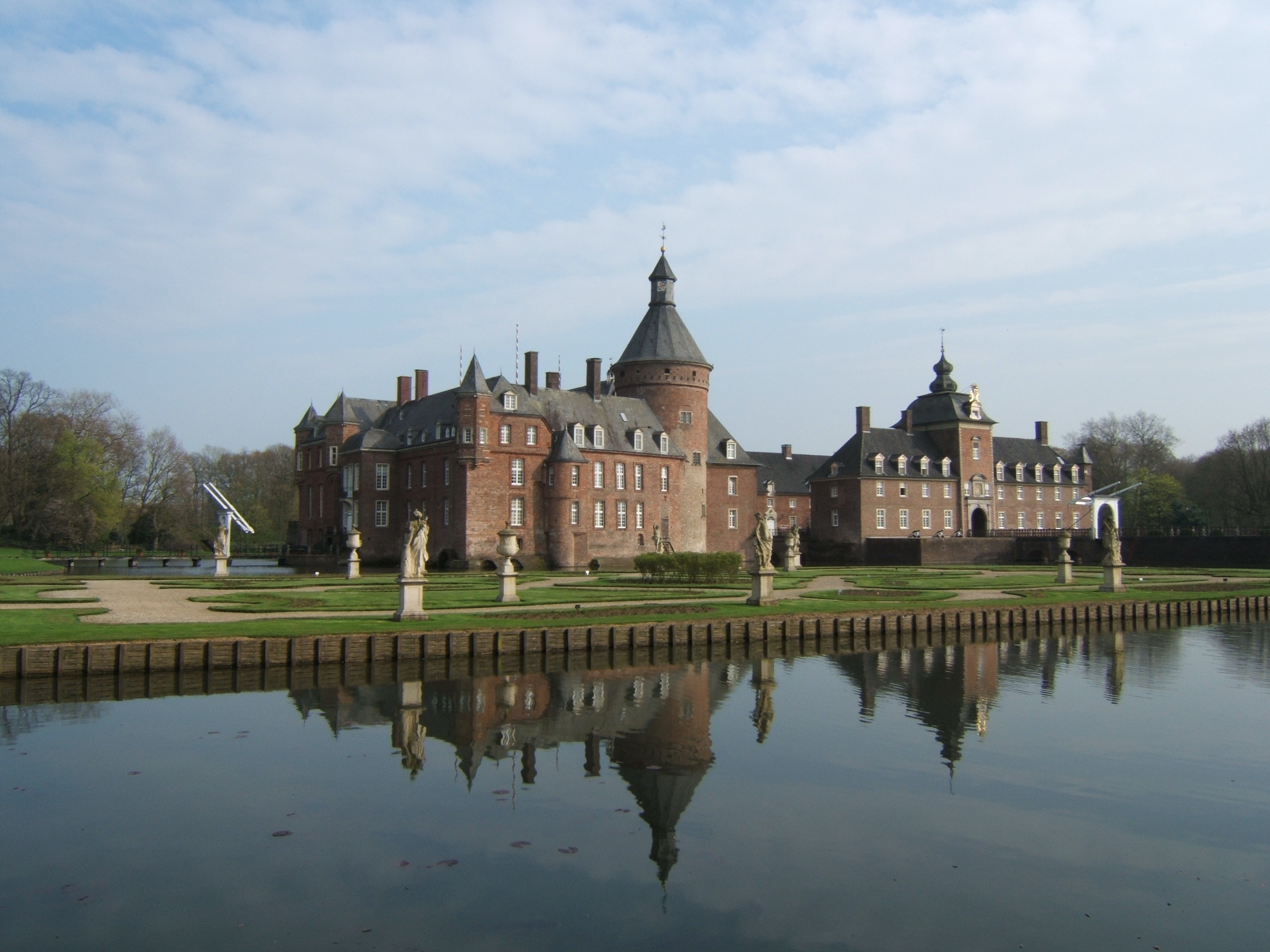
Kasteel Anholt in Westfalen

## Zijn testament
Omdat Nikolaas Leopold bezorgd was over de voortzetting van zijn dynastie, maakte hij een uitvoerig testament en wees hij onder andere zijn tweede vrouw, de stiefmoeder van de erfgenamen, aan als executeur. Zijn eerstgeboren zoon Lodewijk Karel Otto van Salm-Salm, de latere tweede prins van Salm-Salm (1721-1778), was geestelijke. Daarom werd besloten dat de tweede zoon, Maximiliaan van Salm-Salm, de voorkeur in de opvolging kreeg (1732-1773). Lodewijk Karel Otto had al eerder pogingen ondernomen om uit de geestelijke stand ontslagen te worden zodat hij kon huwen, maar dit werd door de vader tegengehouden. Na de dood van de vader slaagde Lodewijk Karel Otto alsnog in zijn opzet. De twee broers hadden een lange juridische strijd voor hun keizer in Wenen over de erfenis van hun vader. Sommige van de vele andere broers en zussen namen wisselende posities in in dit conflict, dat culmineerde in de strijdkrachten die de stad Senones binnen marcheerden. Door de zogenaamde "Parijse broedervrede" op 3 juli 1771 werd het juridische geschil uiteindelijk voor de rechtbank beslecht. Lodewijk Karel Otto werd algemene erfgenaam en Maximiliaan erfde de titel, rechten en inkomsten van de hertog van Hoogstraten. Hij stierf echter het jaar daarna zodat het hertogdom overging op zijn minderjarige zoon Konstantijn, met zijn oom Wilhelm Florentin von Salm-Salm als voogd. Lodewijk Karel Otto stierf op 29 juli 1778 zonder directe mannelijke erfgenamen. Konstantijn van Salm-Salm, de zoon van de tweede broer Maximiliaan, werd de erfgenaam van zijn oom Lodewijk Karel Otto en verkreeg dus via een omweg alsnog de titel derde prins van Salm-Salm.

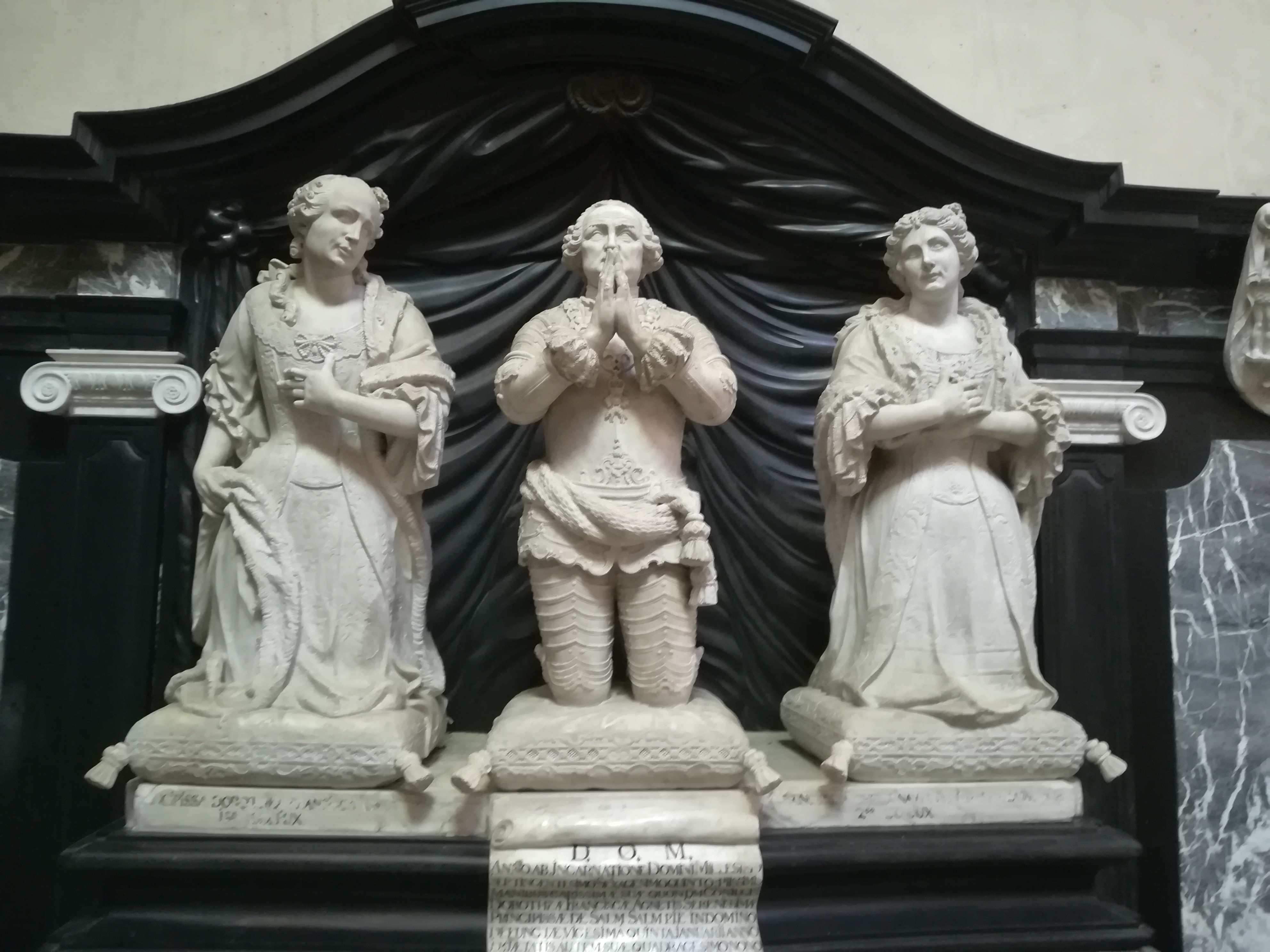
Grafmonument Nikolaas Leopold van Salm Salm met zijn twee vrouwen in de Sint-Katharinakerk van Hoogstraten.

## Wapen van Salm-Salm

Wapen van de dynastie van Salm-Salm met prinsenhoed

De oorsprong van de familie van Salm kan men terug vinden in Vielsalm (Neder-Salm) in de Ardennen. Er zijn verschillende gebieden in België, Duitsland en Frankrijk die aan de prinsen van Salm-Salm behoorden. 

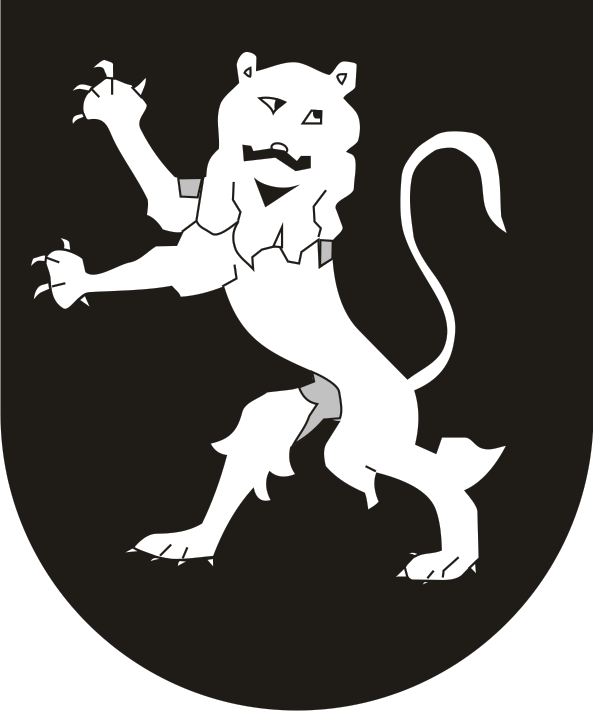
rijngraafschap Stein
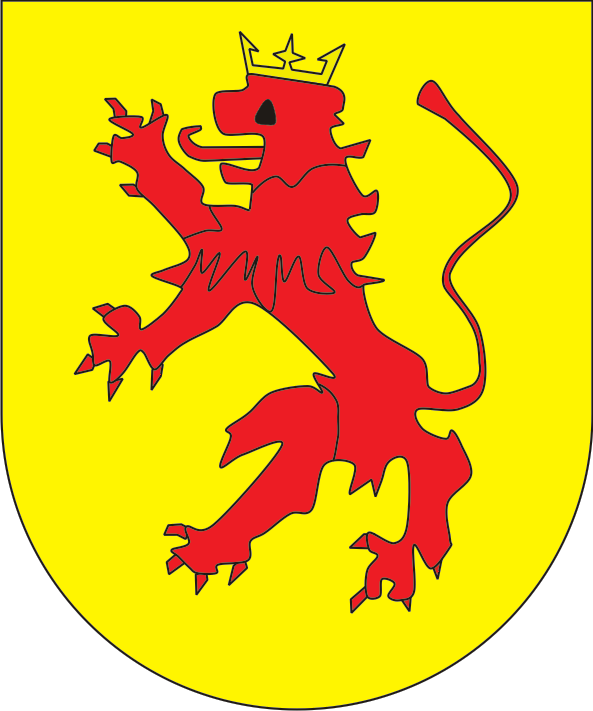
wildgraafschap Dhaun
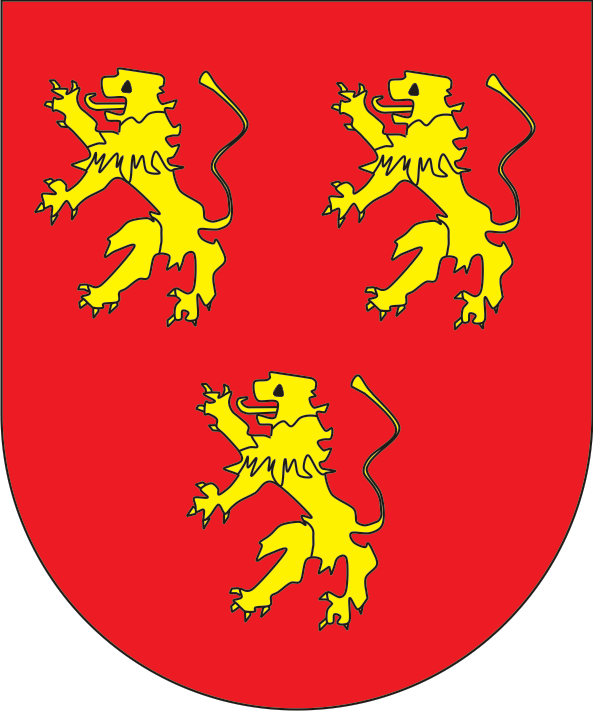
wildgraafschap Kyrburg
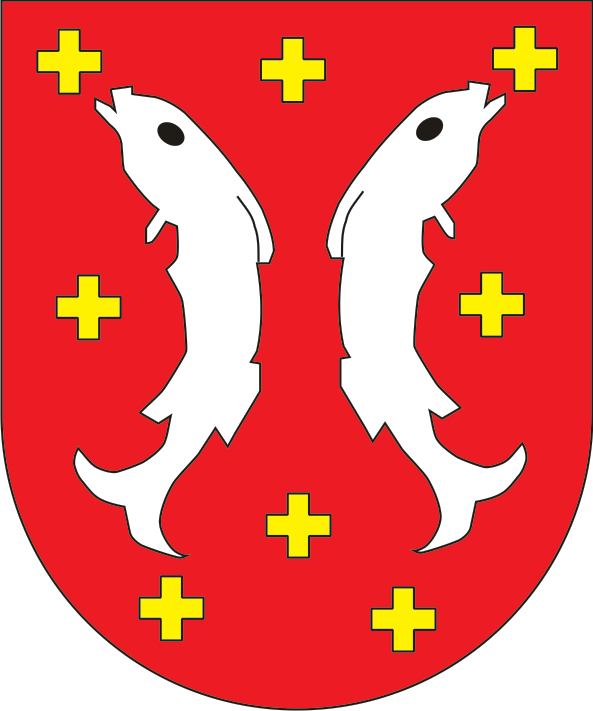
wapen van Salm (Opper-Salm)
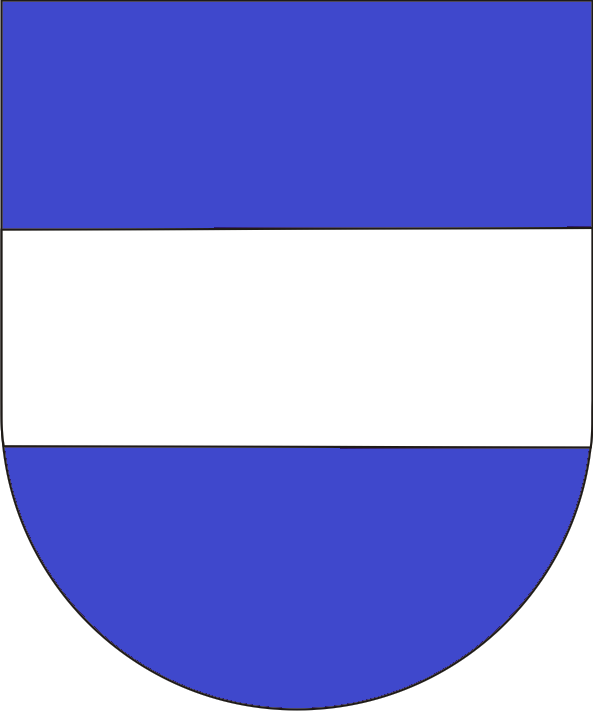
heerlijkheid Vinstingen
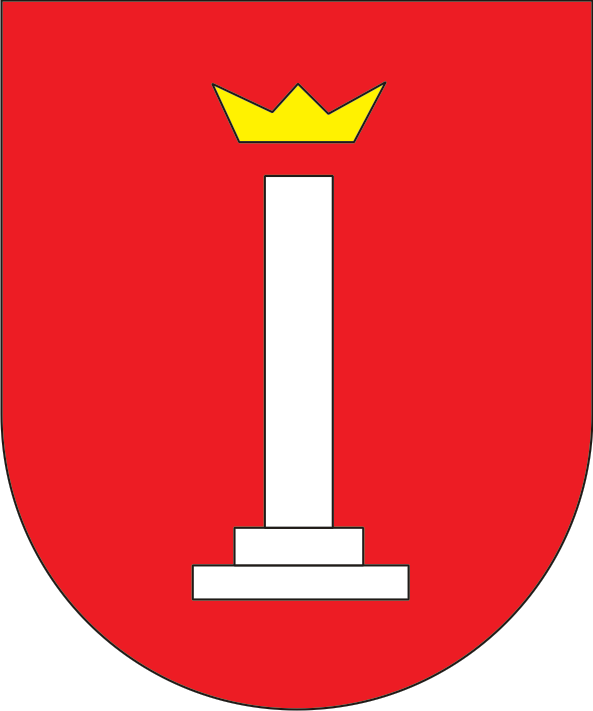
heerlijkheid Anholt
wapen van hun oorsprong Vielsalm

Voor 1500 waren Salm, Kyrburg, Dhaun en Stein reeds in dezelfde familie. Kort daarna kwam daar nog de heerlijkheid Vinstingen bij. Pas in 1637 kwam de heerlijkheid Anholt er bij. In 1738 stierf Lodewijk Otto van Salm waarna een verdeling gebeurde tussen de takken van Salm-Salm en van Salm-Kyrburg. Het graafschap Hoogstraten, in 1740 hertogdom Hoogstraten, staat niet mee in het wapen.

## Weblinks
- Postkaart grafmonument voor Wereldoorlog II